# American Dad!
American Dad! is een Amerikaanse animatieserie die deels ontwikkeld werd door Seth MacFarlane, de maker van Family Guy. De pilotaflevering van deze serie werd door FOX op 6 februari 2005 uitgezonden in de Verenigde Staten. In Vlaanderen wordt de serie uitgezonden door Comedy Central. Deze zender zond de eerste aflevering uit op 1 november 2015. In Nederland wordt de serie uitgezonden op Comedy Central. Deze zender zond de eerste aflevering uit op 1 december 2008.

## Verhaal
American Dad! gaat over de CIA-agent Stan Smith en zijn familie: echtgenote Francine, zoon Steve, dochter Hayley, een buitenaards wezen genaamd Roger die bij hen inwoont en de sprekende goudvis Klaus die het brein van een Oost-Duitse schansspringer heeft. De familie woont in Langley Falls, dat een verwijzing is naar Langley waar de CIA gevestigd is. De serie is tot op zekere hoogte een satire op de aanpak van terrorisme van de VS na de terroristische aanslagen op 11 september 2001.

## Personages
Stan Smith is extreem masculien, patriottisch, conservatief en paranoïde. Hij is geneigd elk probleem serieus aan te pakken en toont daarbij zijn koppigheid en gevoelloosheid. Zijn vrouw Francine is een vrijgevochten huisvrouw met heeft een wild leven achter de rug. Ze rookt, drink, blowt en biedt tegenwicht aan haar man. De dochter Hayley is een liberale new-age-hippie die nog steeds thuis woont. Als activiste en vegetariër wil ze haar mening geven. Ze kan hierdoor oordelend en beledigend uit de hoek komen. Ze weet bijna instinctief hoe ze complexe situaties moet inschatten. Haley heeft een relatie met Jeff waar ze op een gegeven moment mee trouwt. Jeff kan gezien worden als een ambitieloos watje. Steve is de zoon van Stan en gaat naar de middelbare school. Hij is ambitieus en een talentvol zanger en danser maar tegelijk onzeker en nerdie. Stan is niet tevreden over zijn zoon.
Een bijzondere huisgenoot is Roger, die wellicht het meest spraakmakende karakter is. Deze panseksuele alien zorgt altijd voor reuring. Hij neemt elke aflevering wel een andere identiteit aan die hij, o.a. met vermommingen heel serieus naleeft. Hij is sarcastisch, onvoorspelbaar en kan zich totaal egoïstisch en wreed gedragen terwijl hij op andere momenten juist gevoelig is. De goudvis Klaus woont in een vissenkom bij de Smith's. Hij heeft na een mislukt experiment de hersenen van een Oost-Duitse skiër gekregen. Hij wordt vooral genegeerd maar beleeft soms zijn eigen avonturen.
Avery Bullock is de onderdirecteur van de CIA. Zijn stem wordt ingesproken door Patrick Stewart en hij heeft ook hetzelfde uiterlijk. Avery is op leeftijd en toont meer wijsheid en kundigheid dan Stan. Hij gebruikt regelmatig drugs en bezoekt fetisjistische seksfeesten. Avery heeft een korte relatie met Haley gehad. Principal Lewis is het schoolhoofd van de de school van Steve. Ook hij heeft een verleden en is lid van de Illuminati. Hij heeft veel verstand van drugs.

## Stemmen
De stemmen worden ingesproken door:
- Seth MacFarlane als Stan en Roger
- Wendy Schaal als Francine
- Rachael MacFarlane als Hayley
- Scott Grimes als Steve
- Dee Bradley Baker als Klaus
- Patrick Stewart als Avery Bullock

## Medewerkers
- Seth MacFarlane - bedenker, schrijver, producent
- Mike Barker - bedenker, schrijver, uitvoerend producent
- Matt Weitzman - bedenker, schrijver, uitvoerend producent
- David Zuckerman - schrijver, co-uitvoerend producent
- Rick Wiener - schrijver, co-uitvoerend producent
- Kenny Schwartz - schrijver, co-uitvoerend producent
- Nahnatchka Khan - schrijver, producent
- Mike Shipley - schrijver, co-uitvoerend producent
- Jim Bernstein - schrijver, co-uitvoerend producent
- Steve Hely - schrijver, verhaalschrijver
- Brian Boyle - schrijver, producent
- Chris McKenna - schrijver, verhaalschrijver
- Matt McKenna - schrijver, verhaalschrijver
- Dan Vebber - schrijver, hoofdproducent
- Jon Fener - schrijver, hoofdproducent
- Josh Bycel - schrijver, hoofdproducent

## Intro
Net als in het intro van veel andere animatieseries bevat het intro van American Dad! een grap die elke aflevering wordt aangepast.
In de eerste drie seizoenen draaide deze grap om een krantenkop. Terwijl Stan de deur van zijn huis uit loopt (tijdens het zingen van Good Morning, U.S.A.) pakt hij de krant op die voor de deur ligt en bekijkt snel de voorpagina. De tekst op de voorpagina is per aflevering anders. Deze teksten zijn vaak een vorm van satire gericht tegen de massamedia, de Amerikaanse overheid en recente nieuwszaken. Een speciale versie van dit intro werd gebruikt in de aflevering “Office Spaceman" waarin Stan in de krant ziet dat Roger gezien is door andere mensen. Het intro wordt hierna abrupt onderbroken en gaat meteen over in de aflevering.
In seizoen 4 werd het intro veranderd. Vanaf dit seizoen pakt Stan de krant niet meer op. In plaats daarvan blijkt wanneer Stan in zijn auto op weg is naar het kantoor van de CIA Roger opeens naast hem in de auto te zitten, iedere keer gekleed in een ander kostuum. Roger zingt hierbij de laatste zin van Good Morning, U.S.A.!.

## Trivia
- Hoewel het programma succesvol genoeg is voor inmiddels achttien seizoenen is het er niet in geslaagd om dezelfde kijkcijfers te halen als Family Guy of The Simpsons. De kijkcijfers van de serie zijn ongeveer gelijk aan die van King of the Hill.[2][3]
- Family Guy en American Dad! zijn aparte werelden. Toch gebeurt het enkele keren dat Stan opduikt in een aflevering van Family Guy. Zo ook in Lois Kills Stewie waarin Stan en Avery proberen te voorkomen dat Stewie de wereld overneemt. In Excellence in Broadcasting kijkt Stan zelf naar Family Guy.